# Ден на Освобождението на България от османско иго
Денят на Освобождението на България от османско иго 3 март е националният празник на България от 1991 г. На този ден е подписан предварителен мирен договор, останал в историята като Санстефански договор за прекратяването на Руско-турската война от 1877 – 1878 г., който ознаменува символично Освобождението на България. Договорът е подписан на 3 март (19 февруари по стар стил) през 1878 г.

## История

### Възникване, отбелязване и забрани за честване
Празникът има противоречива съдба и не винаги е отбелязван като такъв в периода след създаването на Третата българска държава. Освобождението на България за пръв път се чества във Велико Търново на 19 февруари (3 март нов стил) 1879 г. Антим I, първият екзарх на Българската екзархия, тогава председател на Учредителното народно събрание, отслужва панихида в църквата „Св. Богородица" в присъствието на депутати и граждани. През 1880 г., 2 години след Освобождението, 3 март се чества в София като Ден на възшествието на престола на тогавашния руски император Александър II. Празнува се като Ден на Освобождението на България от османско иго от 1888 г. 
Празникът не се отбелязва по време на Първата световна война, в която България и Русия са в пряк сблъсък. Стига се до парадокс, при който на 3 март, но през 1918 г., Русия подписва капитулация пред Централните сили, включващи България и Османската империя. След войната БЗНС, комунистите и социалдемократите са против възстановяване на празника, като символ на имперските амбиции на ликвидираната от болшевиките Руска империя. След отстраняването на земеделците от власт с преврата от 1923 г. и потушаването на последвалите комунистически бунтове, празникът е възстановен през 1925 г. от Демократическия сговор. През годините на Втората световна война, когато България е съюзник с Третия райх, воюващ срещу СССР (1941-1944), самата тя не обявява война на Съветския съюз, а датата продължава да се отбелязва, макар и скромно.
След символичната Съветско-българска война през септември 1944 г., съпътствана от комунистически преврат, и последвана от 2-годишна съветска окупация, страната е обявена за Народна Република през 1946 година. Комунистическите власти започват преговори с Югославия за създаване на Балканска федерация с посредничеството на СССР. Празникът е обявен за остатък от великобългарския шовинизъм и руския империализъм и през 1951 г. е отменен. Следва продължителен период през който 3-ти март не се отбелязва като празник. При постепенното реабилитиране на българския национализъм от Тодор Живков, денят започва отново да се отбелязва (но не като официален празник) с решение на Политбюро на ЦК на БКП от 1978 г. по повод 100-годишнината на събитието.
В хода на промените от 1989 година, на 27 януари 1990 г. с указ на тогавашния Държавен съвет на Народна република България, 3 март е обявен за национален празник, като това решение е утвърдено от последния тоталитарен парламент на 5 март 1990 г. Опозицията от СДС го приема за да отпадне дотогавашния  национален празник свързан с комунистическия преврат от 9 септември 1944 г. Великото народното събрание през 1991 г., променя Кодекс на труда, като денят е потвърден за национален празник на новосъздадената Република България. Идеята е инициирана от новореформираната БСП, която има мнозинство в парламента и държи за запазване на тесните връзки с Русия при разпада на СССР.

### Ритуали свързани с честването на празника
На този ден се вдига националното знаме и се поставят венци на паметника на Незнайния воин в София, в памет на българите, загинали в борбата за освобождението на Отечеството. Вечерта на площада пред Народното събрание, до паметника на Цар Освободител – Александър II се провежда тържествена заря-проверка. Традиционни празненства има и на паметника на Шипка. Гражданите в цялата страна поставят венци и цветя на паметниците на загиналите за освобождението на България. Това са главно войници от армията на Руската империя (представители на различни народности и съсловия), както и многобройни доброволци, вкл. български опълченци. Такива са и падналите войници от армията на Княжество Румъния.

### Спорове около статута на празника в днешно време
След нападението на Русия над Украйна през 2022 година и последвалото обявяване на България за неприятелска държава, се поставя въпросът 3 март да остане само официален празник, но национален празник да стане 24 май, като чисто българско отбележие, което не разделя обществото. Сред политическите сили предложението се натъква на демагогия и популизъм, като прераства в ожесточен спор, подхранван от традиционното за България дълбоко разделение между русофили и русофоби.

## Други
На 3-ти март са наречени улици в кварталите „Суходол“ и „Равнище“ (Карта) и в квартал „Филиповци“ и жилищен комплекс „Филиповци“ (Карта) в София.